# Carlos Alberto Aguilera
Carlos Alberto Aguilera   (Montevideo, 21 de setembre de 1964) fou un futbolista uruguaià de la dècada de 1980.
Fou 64 cops internacional amb la selecció de l'Uruguai.
Pel que fa a clubs, defensà els colors de River Plate Montevideo, Club Nacional de Football, Independiente Medellín (1985), Racing Club (1986), Tecos (1987-88), Genoa C.F.C. (1989-92), A.C. Torino (1992-94), C.A. Peñarol.